# Claosaurus
Claosaurus („zlámaný ještěr“) byl rod hadrosauromorfního dinosaura, který žil v období pozdní křídy, asi před 87 až 82 miliony let (geologický věk santon), na území dnešního Kansasu ve Spojených státech amerických (ekosystémy někdejšího Velkého vnitrozemského moře).

## Historie a popis

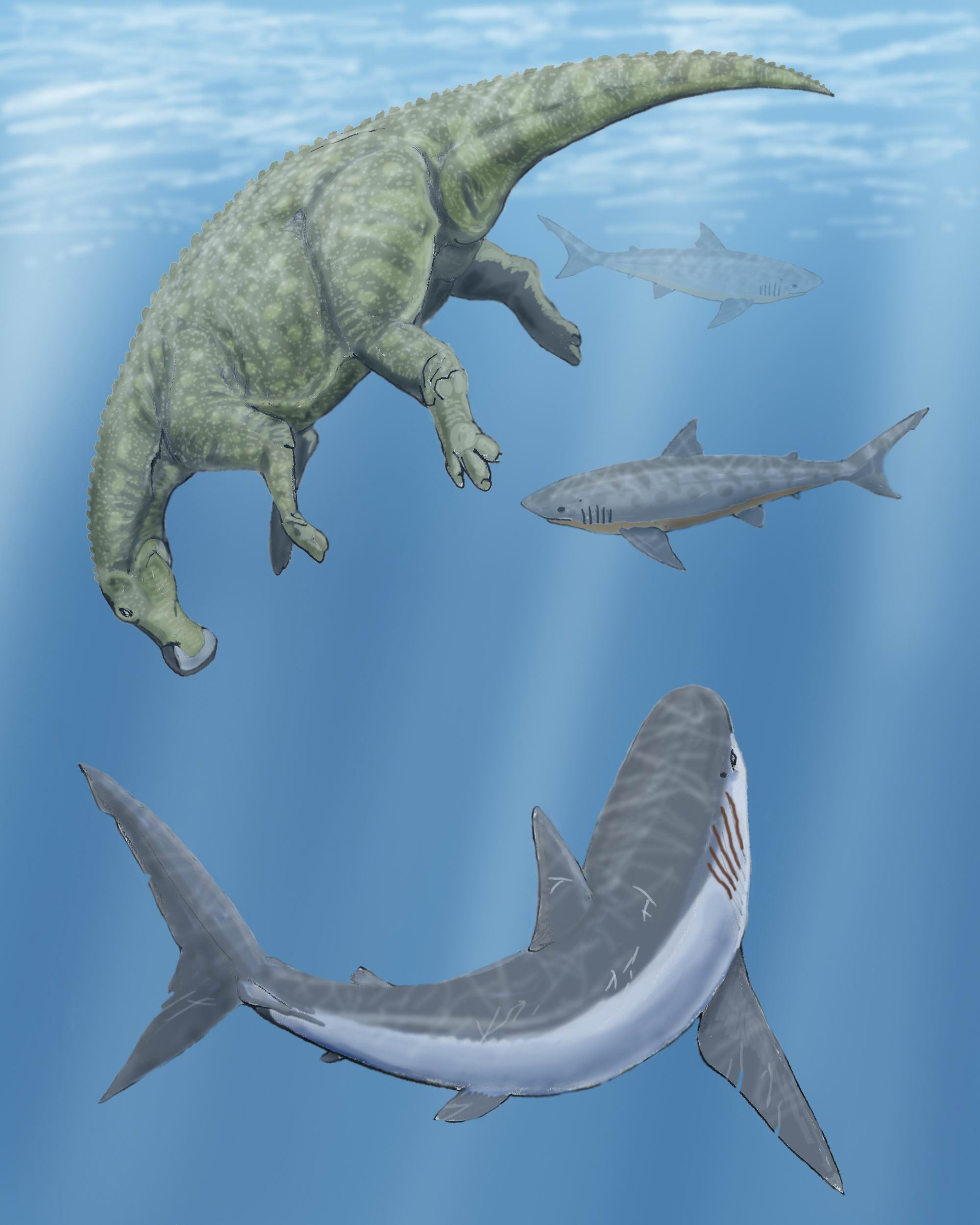
Žraloci rodu Cretoxyrhina a Squalicorax krouží kolem mrtvého těla dinosaura rodu Claosaurus.

Zkameněliny tohoto dinosaura byly objeveny v okolí řeky Smoky Hill River na území Kansasu. Formálně je popsal na základě holotypu YPM 1190 již roku 1872 americký paleontolog Othniel Charles Marsh, nejprve jako fosilie rodu Hadrosaurus (nový druh H. agilis). Teprve roku 1890 přidělil stejný paleontolog fosiliím vlastní rodové jméno Claosaurus („zlomený ještěr“ – podle „pokrouceného“ uložení jednotlivých částí skeletu). Později byly objeveny další fosilie v Montaně a Jižní Dakotě, přiřazené k tomuto rodu a popsány i nové druhy, ty však patrně nejsou formálně platné (C. annectens, C. affinis). Mnohé byly od té doby přeřazeny do rodu Edmontosaurus.
V porovnání s pozdějšími hadrosauridy byl Claosaurus relativně malým a štíhlým dinosaurem. Při odhadované délce kolem 3,5 metru dosahoval hmotnosti kolem 200 až 500 kilogramů. Domnělé gastrolity (trávicí kameny) objevené u fosilie tohoto dinosaura jsou ve skutečnosti nejspíš jen kamínky, naplavenými k mrtvému tělu před fosilizací.